# Compsothespis anomala
Compsothespis anomala es una especie de mantis de la familia Mantidae.

## Distribución geográfica
Se encuentra en la Provincia del Cabo, Natal y Transvaal
(Sudáfrica).